# Римський театр у Мериді
Римський театр (Мерида) або Давньоримський театр в місті Мерида (ісп. Teatro romano de Mérida) — залишки давньоримського театра в місті Мерида, у великому за площею археологічному пам'ятнику пізньої античності в сучасній Іспанії.

## Історія
Місцина була засипана ґрунтом і лише на його поверхні було видно якісь мури поруйнованої споруди. Такими бачили залишки споруди майже до кінця XIX століття, до котрих нікому не було діла. Кам'яні залишки, що були схожі на східці, мали місцеву назву «Сім стільців». За місцевими легендами вожді маврів колись збирались тут на власні наради.

## Розкопки та реставрації
Наукові розкопки розпочали лише 1910 року, котрі йшли під керівництвом археолога Хосе Рамона Меліда. Команда мала обмежені ресурси і розкопки вимушено припинили. Серед знахідок були задокументовані старовинні колони, уламки мармурових скульптур, карнизи тощо. За браком грошей до реконструкцію театру не розпочали.
Новий етап робіт прийшовся на 1960-ті та 1970-ті роки, коли провели нові дослідження пам'ятки і під керівництвом археолога Хосе Менендеса Пидаля і Альвареса відновили частково архітектурну декорацію за сценічним майданчиком.

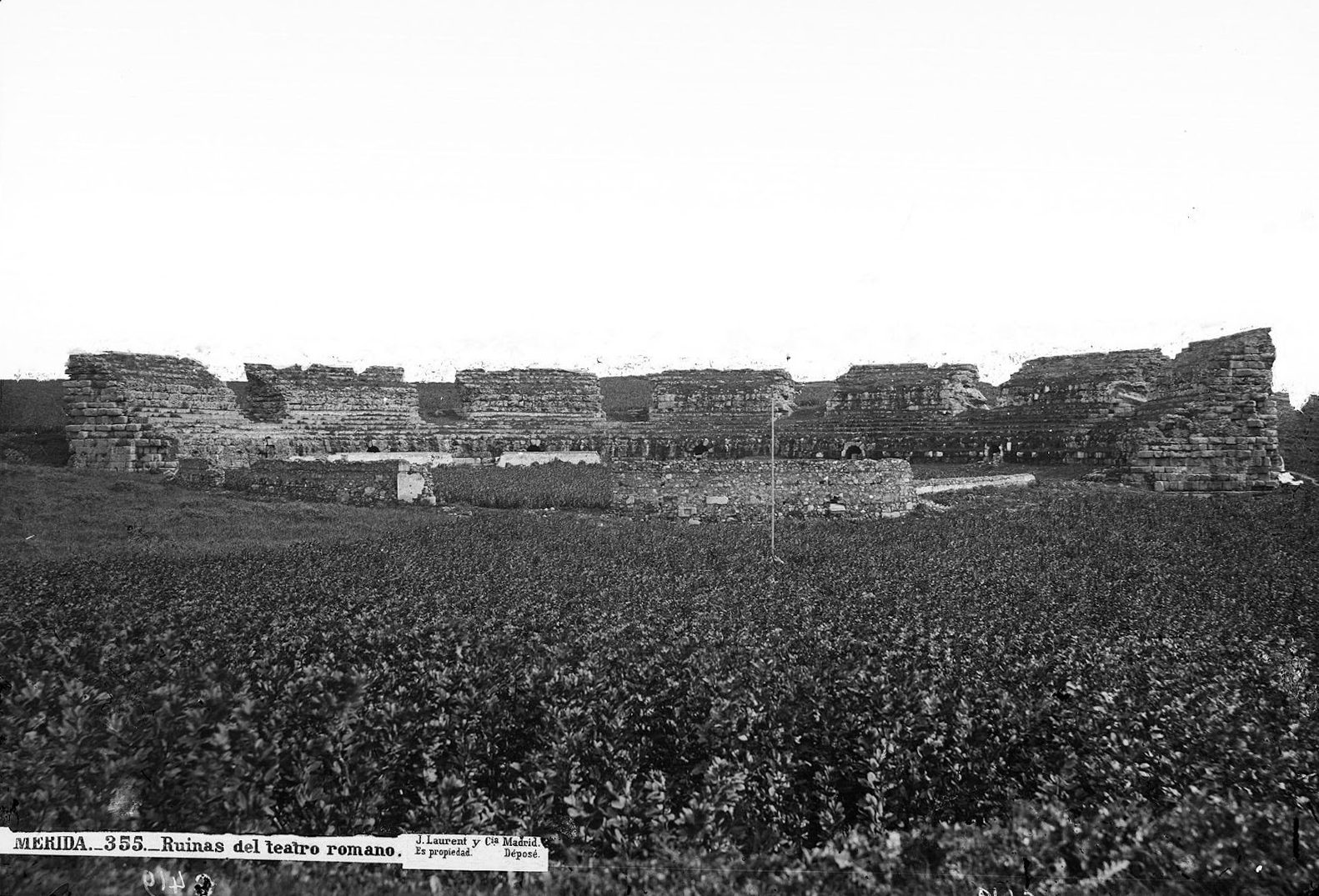
Стан театральних залишків у Мериді до розкопок, історичне фото 1867 р.
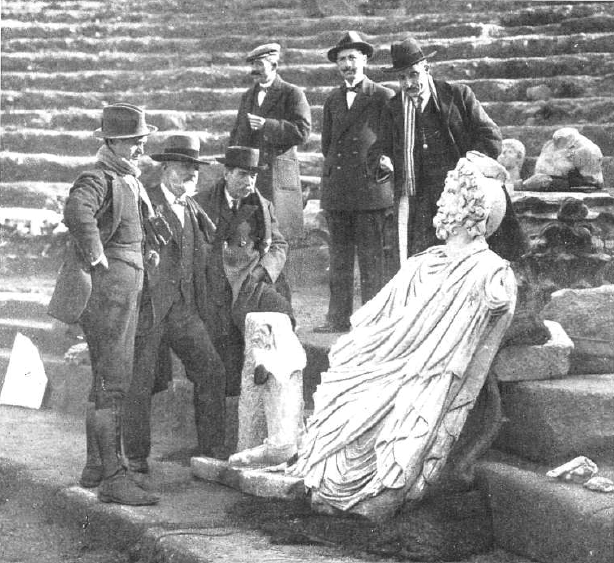
Фото 1913 р.
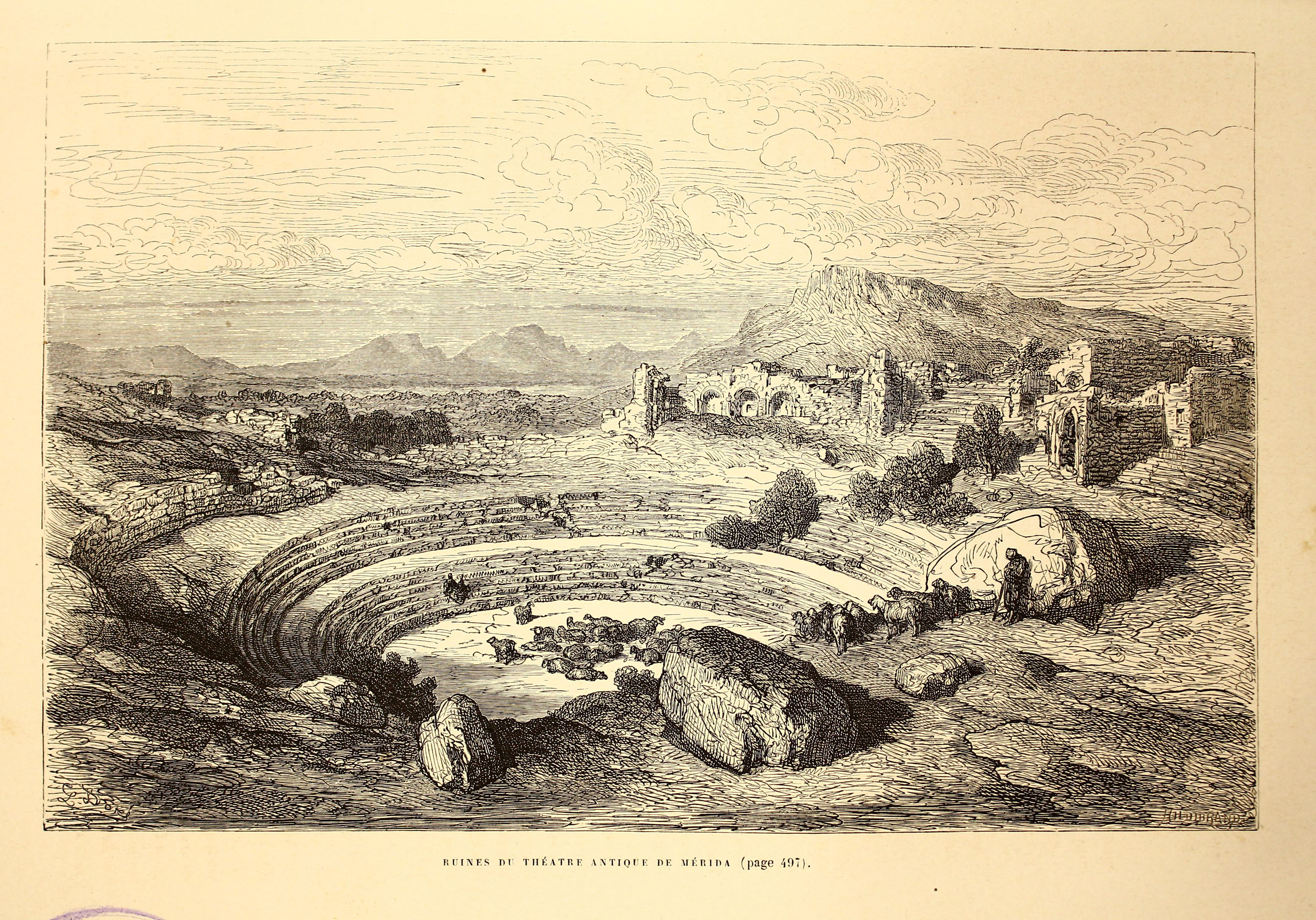

## Опис споруди
Давньоримський театр у Мериді створено за типовим проєктом, опис котрого існує у творах давньоримського архітектора Вітрувія. Серед найближчих аналогів — давньоримські театри у Дугга (Туніс), театр у Помпеях, театри у Римі, Римський театр (Оранж), франція. Архітектурна декорація театра Дугги була узята за взірець для реконструкції аналогічної у Мериді.
Сцена театру мала 7,5 метрів завширшки, 63 метрів у довжину. Висота відновленої архітектурної декорації 17,5 м, хоча її первісна висота невідома. Декорацію утворюють два яруси мармурових коринфських колон "П" подібної конфігурації, карнизи тощо. У проміжках між колонами колись стояли скульптури римських богів та міфологічних персонажів. Багатство декору обумовлене тим, що римське місто на цьому місці було столицею колонії. Оригінали скульптур і архітектурних уламків передані у археологічний музей Мериди. В декорі театру при реставрації використані копії.
Діаметр напівиркульного амфітеатру окреслюють у вісімдесят шість (86) метрів. Достеменні розміри невідомі, позаяк верхівка глядацької зали була поруйнована у давнину і дійшла як руїна. За попередніми підрахунками театр вміщав близько 6000 глядачів. Вхід і вихід забезпечували 13 дверних отворів.
Реставрований давньоримський театр у місті став майданом для проведення Фестивалю класичного театру з 1933 року. Фестиваль у Мериді є найстарішим серед культурних закладів подібного формату у Іспанії.

## Галерея фото

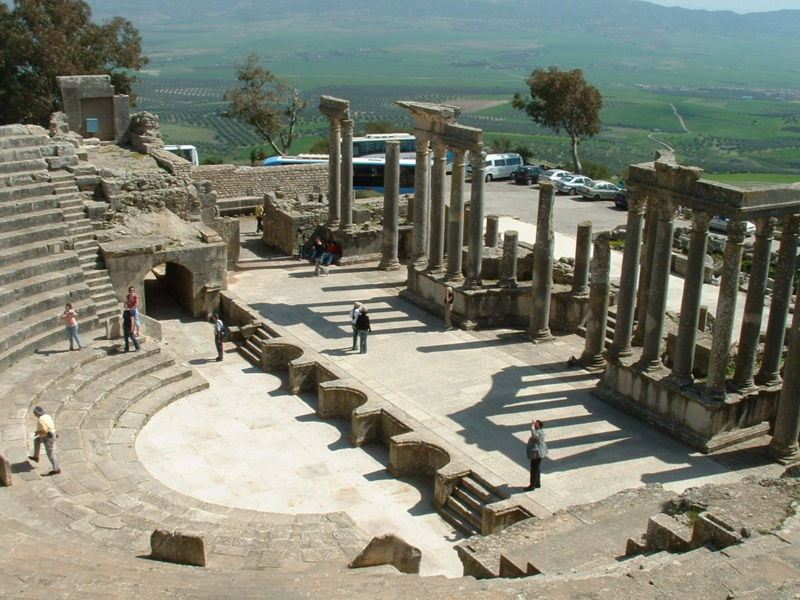
Залишки давньоримського театра у місті Дугга, Туніс
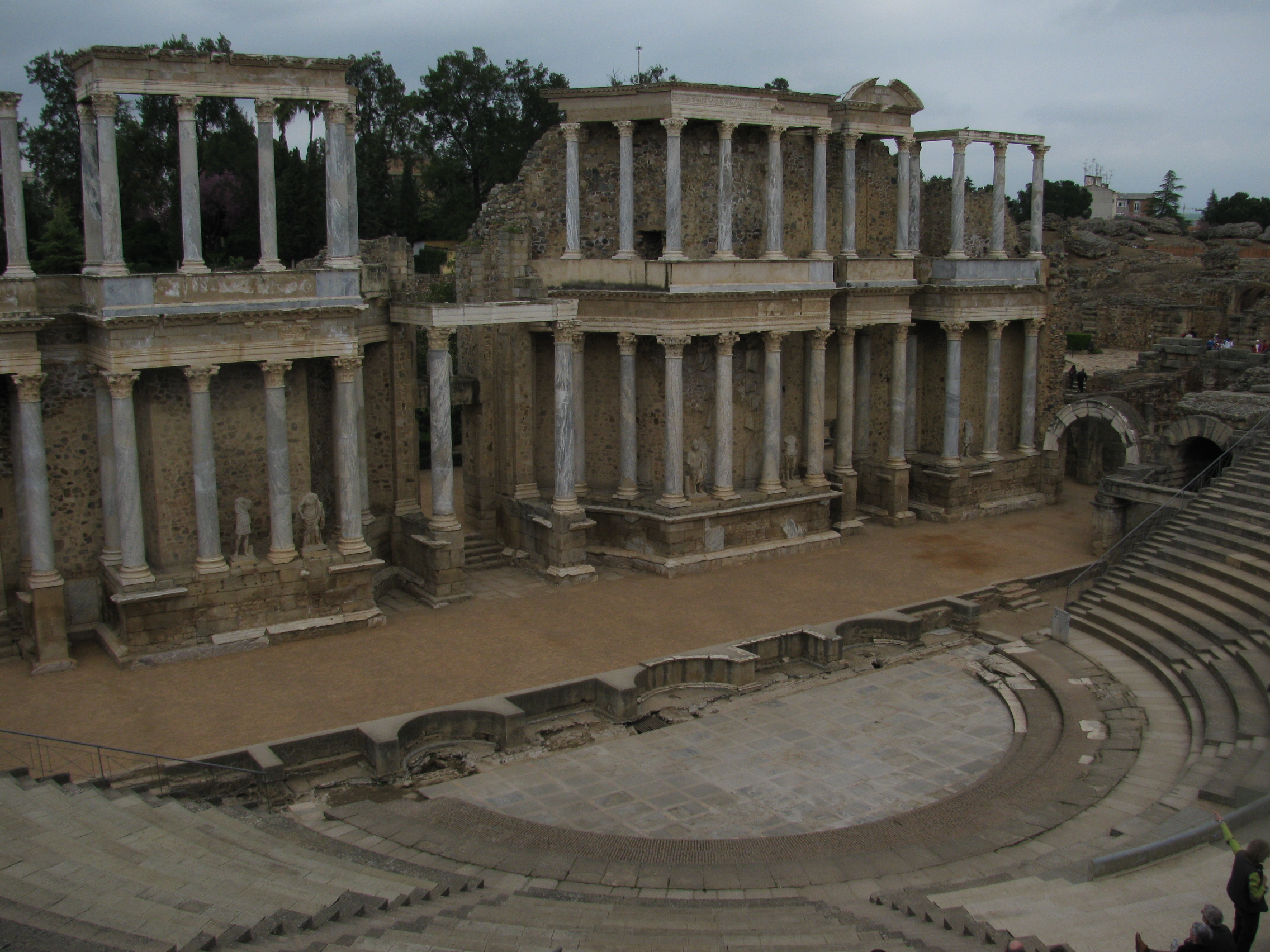
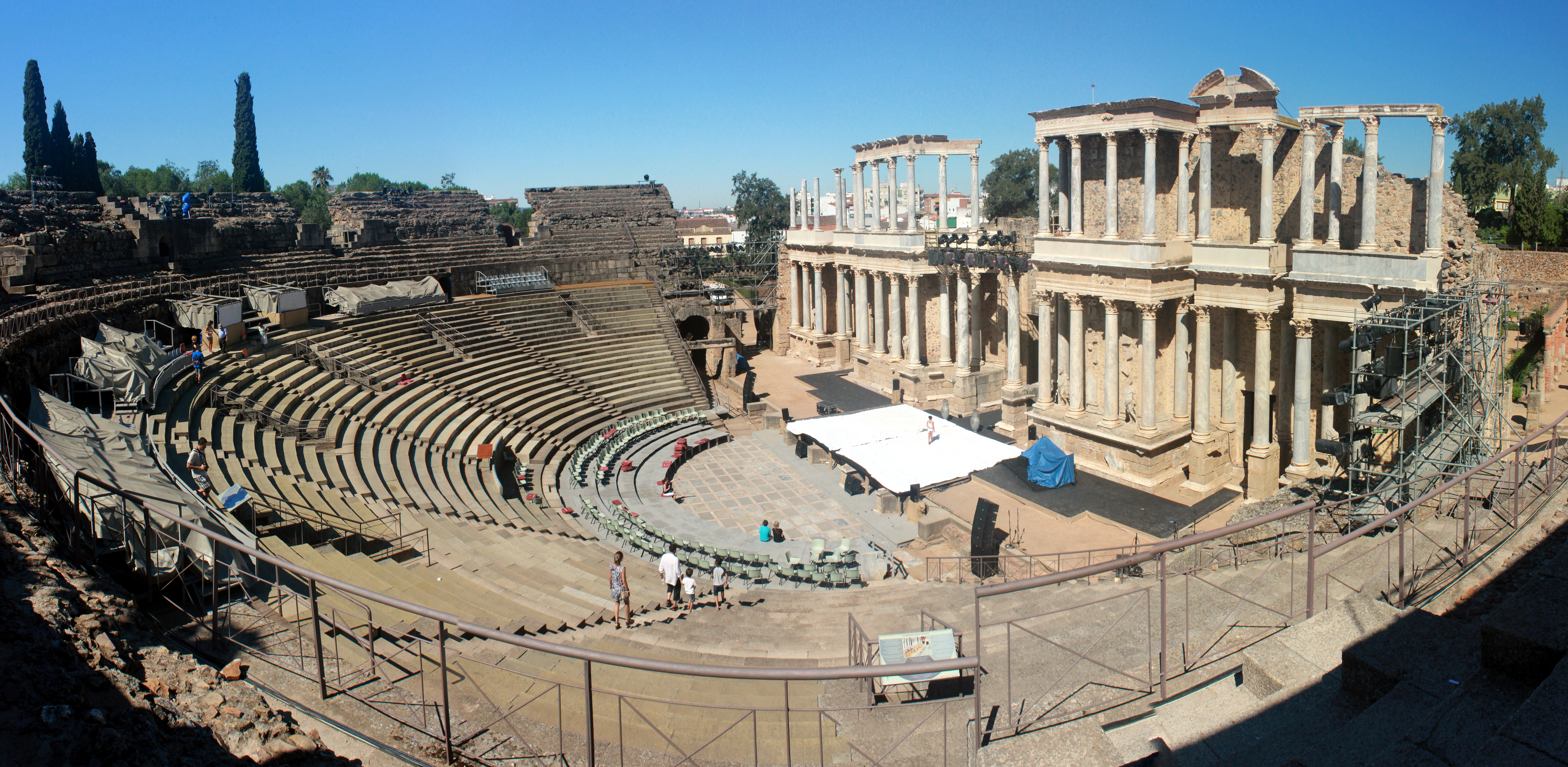
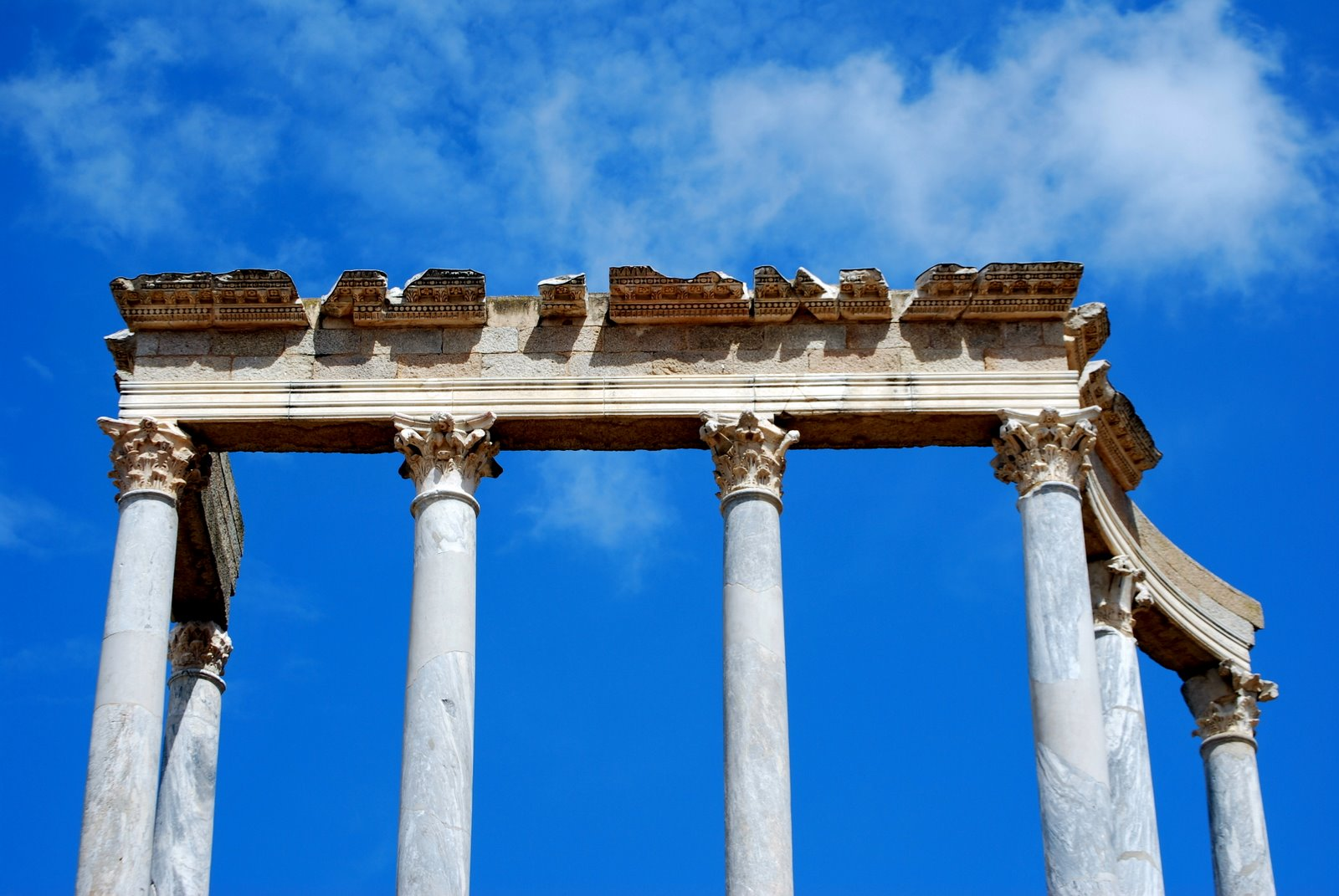
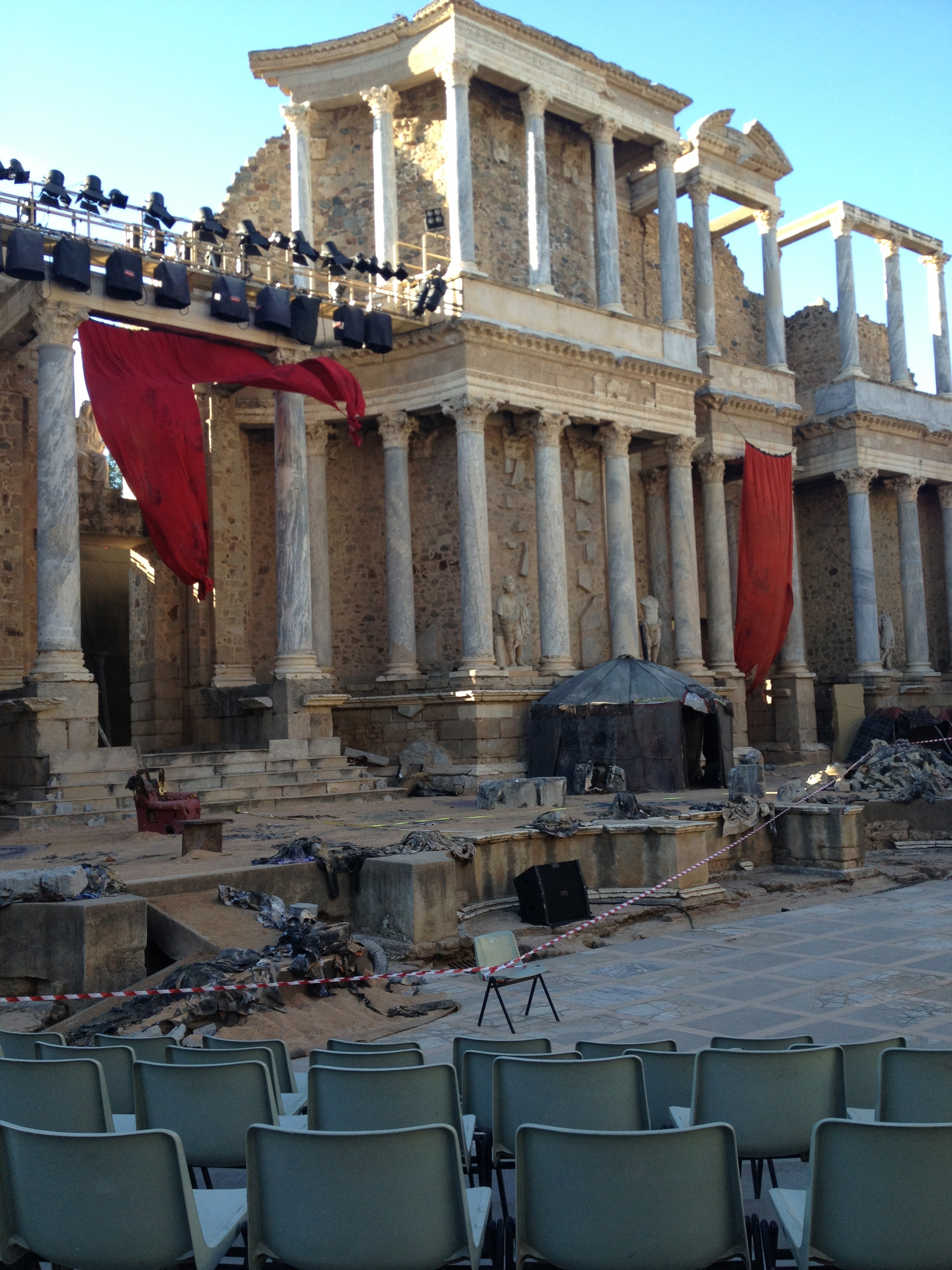
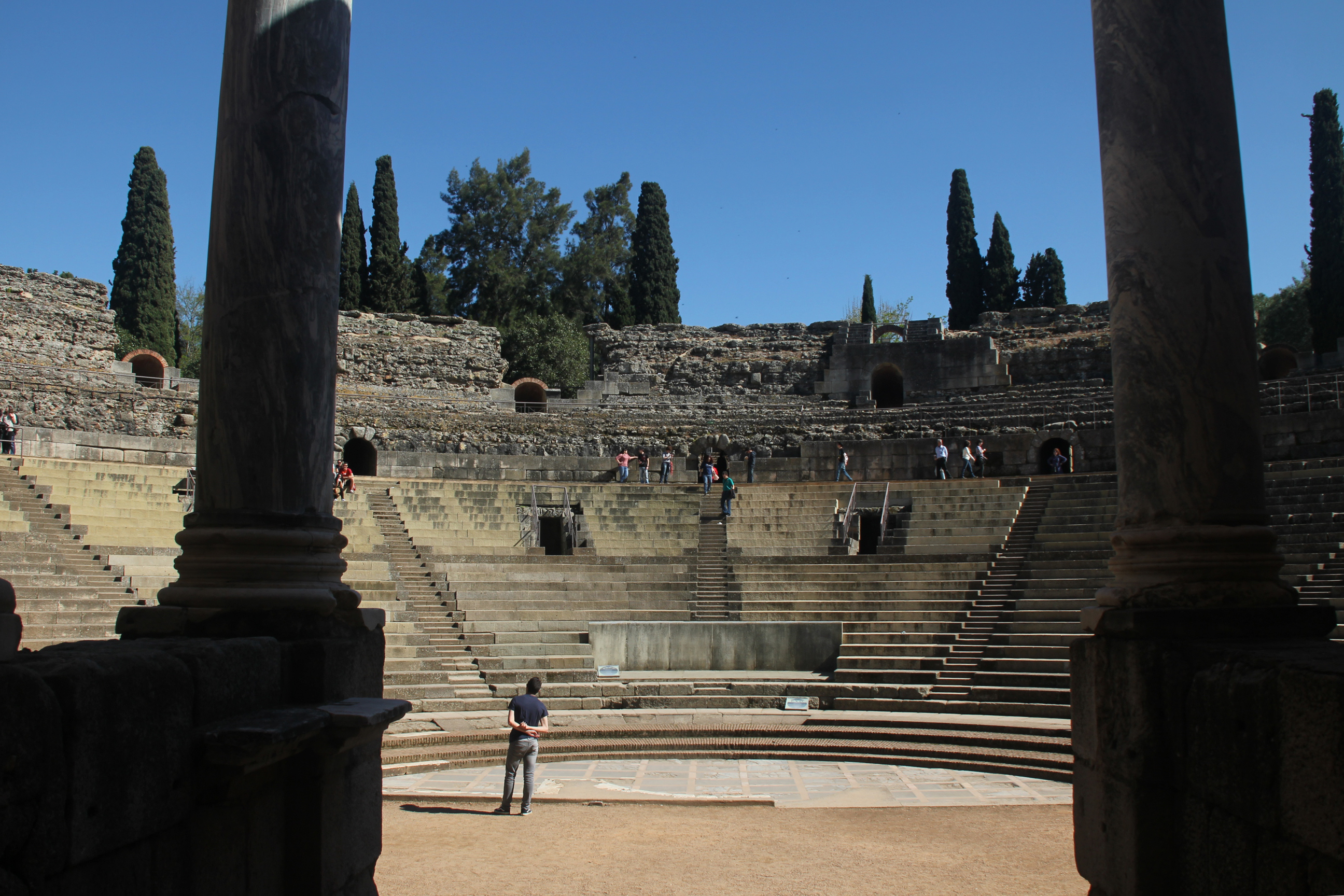
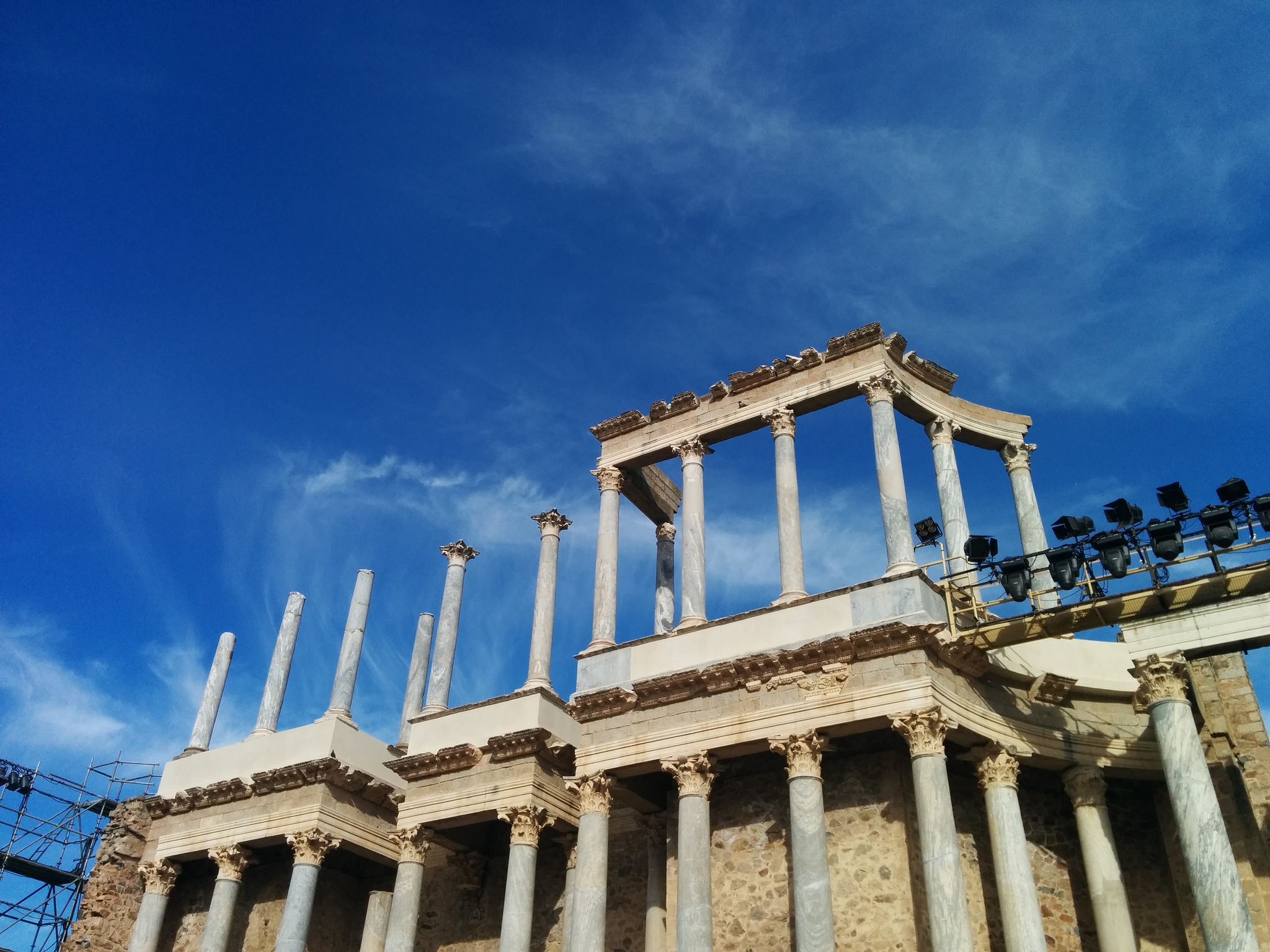
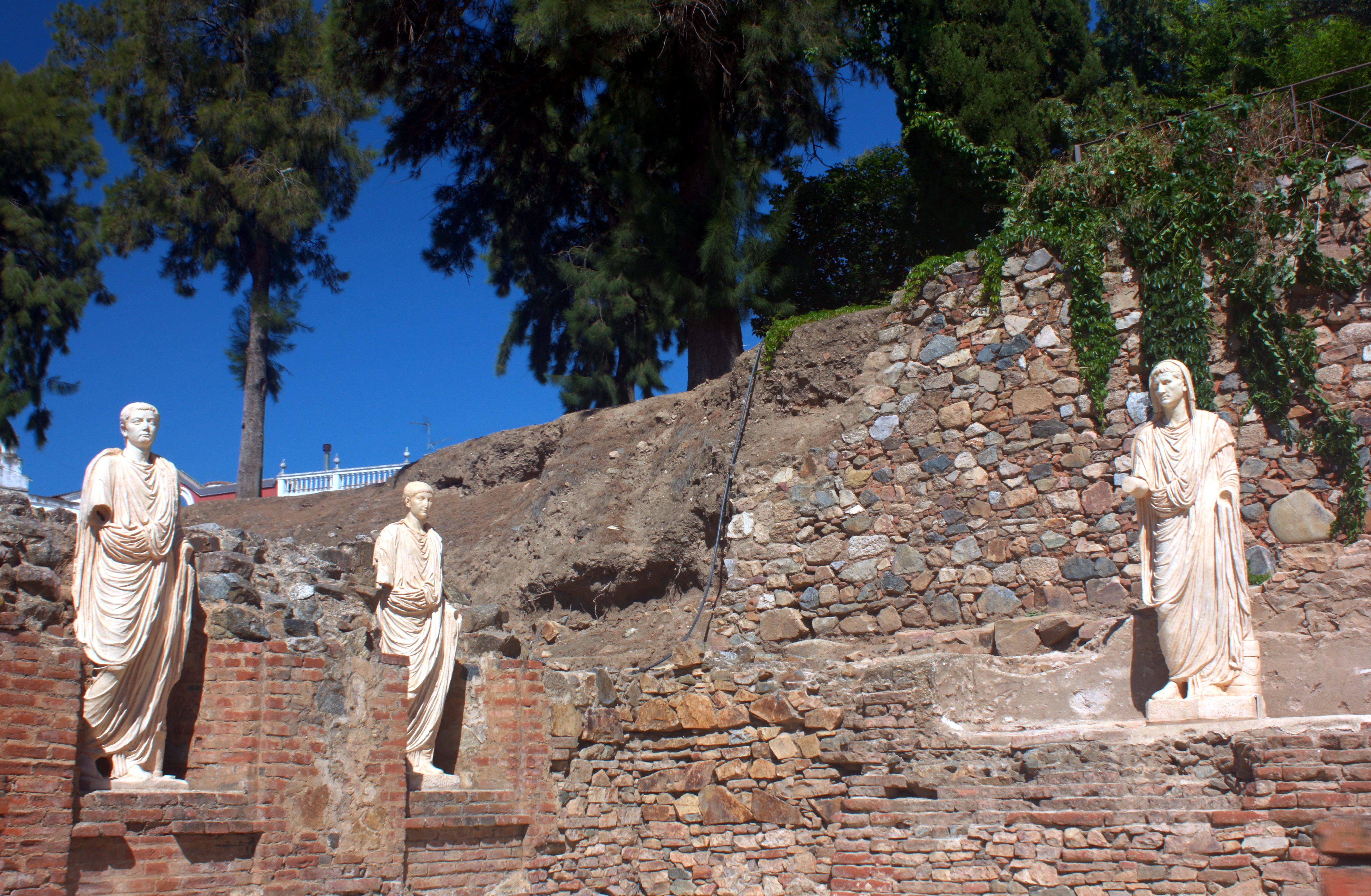
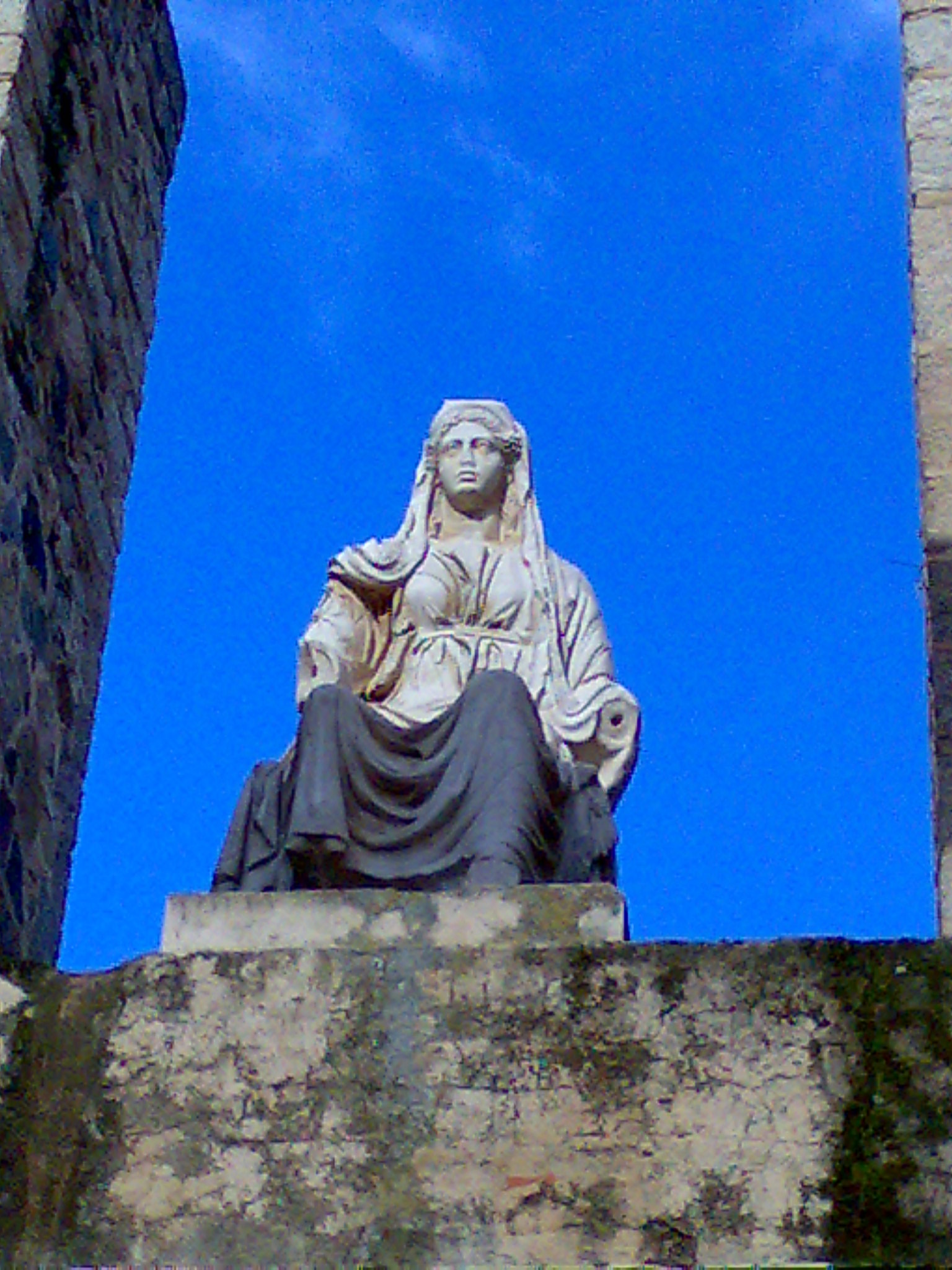
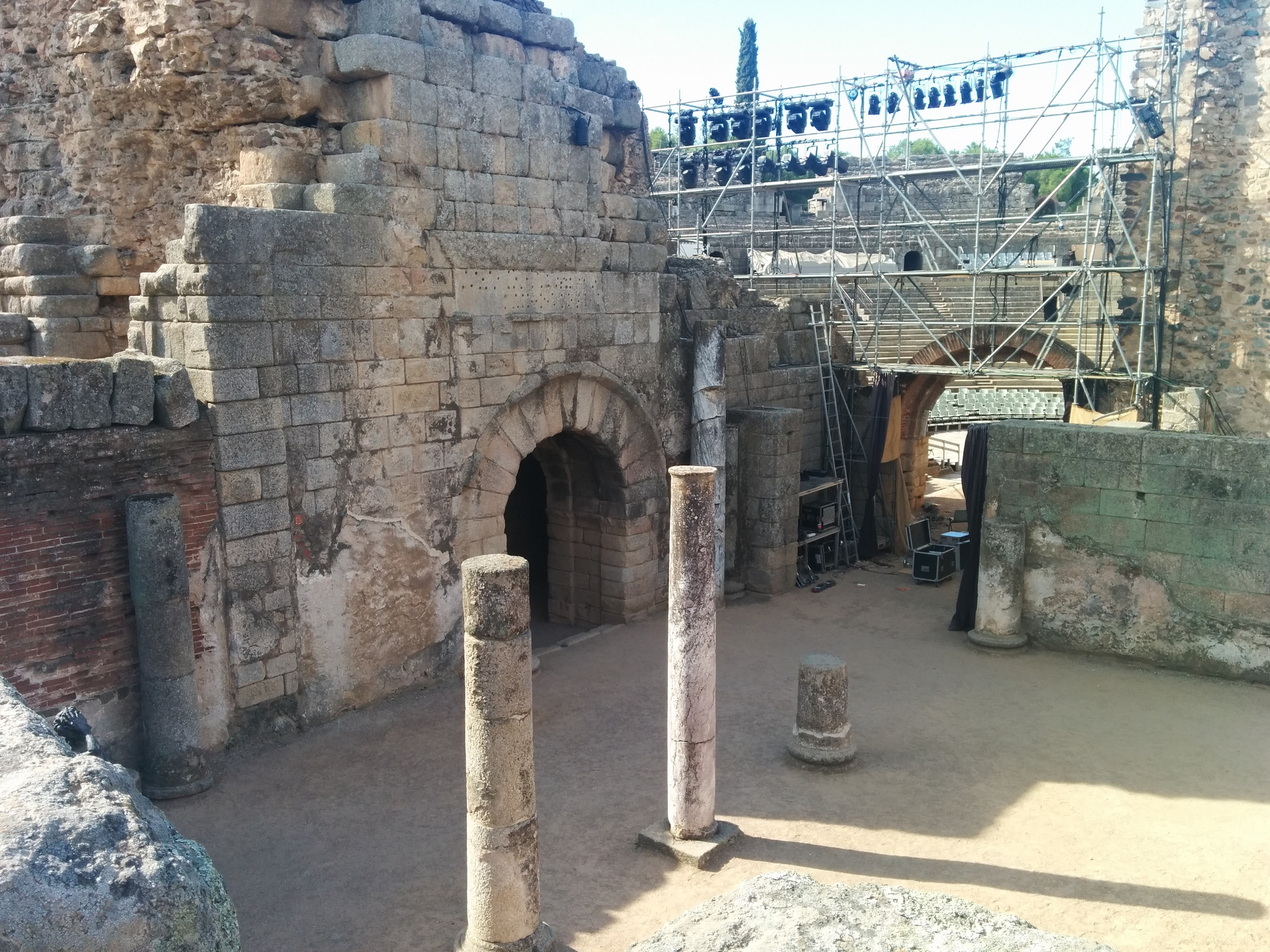